# East Dennis (Massachusetts)
East Dennis es un lugar designado por el censo ubicado en el condado de Barnstable en el estado estadounidense de Massachusetts. En el Censo de 2010 tenía una población de 2.753 habitantes y una densidad poblacional de 215,17 personas por km².

## Geografía
East Dennis se encuentra ubicado en las coordenadas 41°44′8″N 70°9′27″O / 41.73556, -70.15750. Según la Oficina del Censo de los Estados Unidos, East Dennis tiene una superficie total de 12.79 km², de la cual 12.41 km² corresponden a tierra firme y (3.02%) 0.39 km² es agua.

## Demografía
Según el censo de 2010, había 2.753 personas residiendo en East Dennis. La densidad de población era de 215,17 hab./km². De los 2.753 habitantes, East Dennis estaba compuesto por el 95.42% blancos, el 1.45% eran afroamericanos, el 0.22% eran amerindios, el 0.33% eran asiáticos, el 0.07% eran isleños del Pacífico, el 0.8% eran de otras razas y el 1.71% pertenecían a dos o más razas. Del total de la población el 2.76% eran hispanos o latinos de cualquier raza.